# Glicogenina
A glicogenina é uma enzima envolvida na formação de glicogénio a partir da glicose. Atua nas fases iniciais da síntese de glicogénio, como um iniciador, polimerizando as primeiras moléculas de glicose, após o que outras enzimas são responsáveis por continuar a síntese. É um homodímero de subunidades de 37 kDa e é classificado como uma glicosiltransferase.
Catalisa as seguintes reações químicas:
UDP-alfa-D-glicose + glicogenina  UDP + alfa-D-glicosilglicogenina
UDP-alfa-D-glicose + uma glicosil-glicogenina  (1,4-alfa-D-glicosil)n-glicosil glicogenina + UDP + H+
Assim, os dois substratos desta enzima são a UDP-alfa-D-glicose e a glicogenina, enquanto os seus dois produtos são a UDP e a alfa-D-glicosilglicogenina.

## Nomenclatura
Esta enzima pertence à família das glicosiltransferases, mais concretamente das hexosiltransferases. O nome sistemático desta classe de enzimas é UDP-alfa-D-glicose:glicogenina alfa-D-glicosiltransferase. Outros nomes habitualmente usados são:
- glicogenina,
- iniciador glicosiltransferase, e
- UDP-glicose:glicogenina glicosiltransferase.

O nome glicogenina refere-se à sua função, sendo que as raízes glico se referem a um hidrato de carbono e genina, derivadas do latim genesis, que significa novo, fonte ou começo. Isto indica o seu papel de iniciar a síntese de glicógeno antes de que comece a actuar a glicógeno sintaxe.

## Descoberta
A glicogenina foi descoberta em 1984 pelo Dr. William J. Whelan, membro da Royal Society of London e antigo professor de bioquímica na Universidade de Miami.

## Função
A principal enzima envolvida na polimerização do glicogénio é a glicogénio sintaxe, que no fígado e no músculo inicia a síntese de glicogénio utilizando UDP-glicose, mas só pode adicionar unidades de glicose a uma cadeia existente de pelo menos 3 resíduos de glicose. A glicogenina atua como um iniciador ao qual se podem adicionar mais monómeros de glicose. Isto é possível catalisando a adição de glicose a si próprio (autocatálise) primeiro anexando glicoses de UDP-glicose ao grupo hidroxila da Tyr-194. depois são adicionadas mais sete glicoses, também da UDP-glicose, graças à sua atividade glicosiltransferase. Uma vez adicionados resíduos suficientes, a glicogénio sintaxe começa a atuar e estende a cadeia. A glicogenina permanece covalentemente ligada à extremidade redutora da molécula de glicogénio.
Há cada vez mais evidências de que a intervenção de uma proteína iniciadora pode ser uma propriedade fundamental da síntese de polissacarídeo em geral; Os detalhes moleculares da biogénese do glicogénio em mamíferos podem servir como um modelo útil para outros sistemas.
A glicogenina tem a capacidade de utilizar também outros dois nucleótidos de pirimidina ligados à glicose, nomeadamente a CDP-glicose e a TDP-glicose, para além do seu substrato nativo, a UDP-glicose.

## Estrutura

Vista transversal bidimensional de um grânulo de glicogénio. A proteína central glicogenina está rodeada por ramificações de unidades de glicose. O complexo globular completo pode conter aproximadamente 30.000 unidades de glicose.

## Isoenzimas
Nos humanos, existem duas isoformas de glicogenina: glicogenina-1, codificada pelo gene GYG1 e expressa no músculo esquelético; e glicogenina-2, codificada pelo gene GYG2 e expressa no fígado e miocárdio, mas não no músculo esquelético. Os doentes com GYG1 defeituoso apresentam células musculares incapazes de armazenar glicogénio, resultando em fraqueza e doença cardíaca.